# آستانه اشرفیه
آستانه اشرفیه (به گیلکی: أسسؤنه) شهری در استان گیلان ایران است. این شهرستان دارای طبیعتی زیبا و جاذبه‌های گردشگری متعددی است.

از خاندان های بزرگ شهر آستانه اشرفیه می شود به خانواده های آستانه ، جلالی ، پورمدیر، تقوی، اخوان، دژبرد، خوشحال، تجن، مزاری، محتشمی، کفشدار، تجان،عادل،محمدی خواه،قربانپور،شعبانی،دیوان حسینی،آدراشاره نمود.

## نامگذاری
نام پیشین این شهر ظاهراً کوچان یا کُچان بوده و نام‌های چورکوچان، سیاکوچه و کوچصفهان که در نزدیکی شهر آستانه کنونی قرار دارند، یادآور نام پیشین این شهر است، به ویژه نام «چؤرکۊچان» خود نشان می‌دهد که روزی روستایی به نام کوچان در این محل بوده و سپس خراب شده و در کنار آن، شهر امروزی را ساخته‌اند و آن را کوچان خوانده‌اند، زیرا چورکوچان از دوپاره «چؤر» که در زبان گیلکی به معنی خراب، بایر و زمین متروکه است و «کۊچان»، نام پیشین شهر آستانه اشرفیه است، که مردم به این محل کوچ کرده بودند، از این رو آن را کوچان خوانده‌اند.
این شهر در زبان گیلکی به «پیله آستانه» یا «پیله أسسؤنه» به معنی آستانه یا زیارتگاه بزرگ نیز سرشناس بوده‌است.همچنین آستانه اشرفیه در گذشته بخشی از توابع شهرستان لاهیجان بوده است.
از آن جا که سید جلال‌الدین اشرف، فرزند موسی کاظم پس از نبرد با دشمنان برادر خود، علی بن موسی الرضا در نواحی کوچان و لاهیجان کشته می‌شود و در کوچان به خاک سپرده می‌شود، اندک اندک نام کوچان به پیله أسسؤنه، أسسؤنه و سرانجام آستانه اشرفیه تغییر می‌یابد.
این شهر دارای امامزاده و سادات زیادی است.

## موقعیت جغرافیایی
آستانه اشرفیه در ۳۵ کیلومتری رشت واقع است و فاصلهٔ آن تا شهر لاهیجان ۷ کیلومتر است. همچنین از شمال به بندر کیاشهر و به فاصلهٔ ۱۷ کیلومتری قرار دارد. شهر آستانه به عنوان پایتخت و مرکز مذهبی سرزمین گیلان و شمال کشور نیز شناخته شده‌است
این شهر به دلیل دارا بودن رودخانهٔ سفیدرود در دل خود نسبت به شهرهای دیگر گیلان خاک بسیار حاصل‌خیزی دارد. به همین دلیل در این شهر باغ‌های کشاورزی فراوانی در کنارهٔ سفیدرود دیده می‌شود. همچنین رودخانهٔ سفید رود عملا سبب کنترل سیلاب در این شهر می‌شود؛ زیرا رودخانه امکان این را فراهم می‌کند که باران‌های فراوانی که در زمستان و پاییز می‌بارد را در خود گردآوری کرده و آن را به سمت دریا براند.
در کشور قزاقستان نیز شهری به این نام وجود دارد که در گذشته این شهر در ساحل سمت چپ سفیدرود قرار داشت اما با تغییر مسیر این رودخانه هم‌اکنون در سمت راست این رودخانه قرار گرفته‌است.

## زبان
مردم آستانه گیلک هستند و به زبان گیلکی با گویش بیه‌پیش سخن می‌گویند.

## کشاورزی
بادام زمینی، ابریشم، برنج، چای و حبوبات از مهم‌ترین محصولات آستانه هستند که سه محصول بادام، ابریشم و برنج آستانه از شهرت جهانی برخوردار است و از مرغوبترین انواع آن است.
۹۰ درصد بادام زمینی کشور در آستانه اشرفیه تولید می‌شود. در حالی که در ایران بادام زمینی فقط به صورت آجیل استفاده می‌شود در کشورهای پیشرفته از این محصول برای تولید حدود ۲۰۰ محصول آرایشی، بهداشتی و غذایی استفاده می‌شود.
یکی از بهترین و مرغوب و باکیفیت ترین بادام زمینی در جهان در آستانه اشرفیه بخصوص در روستای نبی دهکا و نقرده کشت می‌شود که این محصول به خارج از ایران نیز صادر می شود

## میدان عمده میوه و تره بار
این میدان عمده میوه و تره بار که 47 حجره دارد بزرگترین و مدرن ترین میدان تره بار استان گیلان میباشد
این میدان عمده میوه و تره بار روبروی دادگستری شهرستان می باشد

## اماکن برجسته

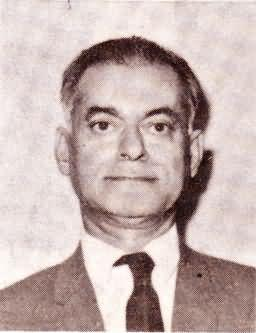
دکتر محمد معین، استاد برجسته زبان و ادبیات فارسی و پدیدآورنده فرهنگ معین از مشاهیر آستانه اشرفیه است.

### آرامگاه محمد معین
آرامگاه محمد معین، گردآورنده فرهنگ فارسی معین، ادیب و لغت‌شناس ایرانی در این شهر در کنار حشمت‌رود قرار دارد.

### ساحل و بازار
از مکان‌های تفریحی آن پارک ساحلی و مناظر زیبای حاشیهٔ رودخانهٔ سفید رود در پارک ساحلی آستانه  و ساحل روستای نبی دهکا و محسن آباد در جاده آستانه به کیاشهر و تونل جنگلی صفرابسته نیز در این جاده قرار دارد دوشنبه بازار و پنجشنبه بازار این شهر مکانی مناسب برای اجتماع مردم و خرید مایحتاج هفته است و از شهرها و روستاهای همجوار در این روز به این مکان می ایند.
در گذشته روزهای بازار این شهر فقط پنجشنبه بود اما پس از ورود محمد رضا شاه پهلوی به دستور وی دوشنبه نیز روز بازار این شهر شد.

### پل خشتی نیاکو
این پل که قدمت آن به قرن هشتم هجری بر می‌گردد نماد هنر معماری و توانمندی گیلانیان است و در گذشته بر سر راه رشت به لاهیجان در روستای نیاکو واقع شده بود. پل خشتی که در اصطلاح محلّی «خشت پل» گفته می‌شود ۵۰ متر طول و ۵ متر و ۸۰ سانتیمتر عرض دارد.
در دو طرف پل جان پناهی به عرض ۲۷ سانتی‌متر و ارتفاع ۶۰ سانتی‌متر قرار دارد. سنگ‌فرش کف پل با ۴۷۰ سانتی‌متر قطر استحکام بسیار زیادی دارد به طوری که پس از سال‌ها عبور انسان‌ها و وسایل نقلیه قدیمی و جدید هنوز پا بر جاست. بلندی طاق اصلی پل خشتی نیاکو تا سطح آب ۶ متر است که ۲ طاق کوچکتر در دو طرف این دهانه استحکام پل را بیشتر می‌کند.
این پل که در فهرست آثار ملّی ایران ثبت شده‌است پس از ساخته شدن جاده ارتباطی جدید رشت به لاهیجان از مسیر اصلی خارج شده‌است و هم‌اکنون در داخل روستای نیاکو از توابع شهرستان آستانه اشرفیه مورد استفاده مردم این روستا قرار می‌گیرد. با توجه به اهمیت میراث فرهنگی به نظر می‌رسد باید برای حفظ این اثر معماری از خطر تخریب، تلاش‌های بیشتری صورت بگیرد.

### آثار تاریخی
مهم‌ترین اثر تاریخی و دیدنی این شهر همان بقعه سیدجلال‌الدین اشرف است. این بنا را ظاهراً نخستین‌بار در ۳۱۱ق/۹۲۳م گوهرشاد خانم دختر کیارستم بنا نهاد و زینت کرد. به روایت نویسنده کتاب سفرنامه استرآباد و مازندران، در ۱۲۷۵ق/۱۸۵۸م هنگامی که می‌خواستند این آستانه را که خراب شده بود دیگربار بسازند به کتیبه‌ای دست یافتند که در آن نام گوهرشاد خانم را که در سال یاد شده این بنا را تعمیر کرده و ساخته، آمده بوده‌است. اما این روایت را دیگر اسناد تاریخی تأیید نکرده‌اند. پس از ۱۲۷۵ق/۱۸۵۸م چندبار دیگر بنای این بقعه گرفتار سیلاب‌های سفیدرود گردید و یکسره از میان رفت.
آخرین‌بار در ۱۳۵۰ش این بقعه را که خراب شده بود به‌طور کلی تجدید بنا کرده‌اند، گنبد قدیم را از بین برده و گنبد جدیدی بر روی آن ساخته‌اند. در نقشه فعلی، مسجدی که معروف به مسجد جنب حرم است. در حد شمالی امام زاده قرار دارد. مساحت فعلی آن ۸۸/۰۴۹‘۳ مـ ۲ است که از این مقدار ۰۱۶‘۱ مترمربع آن موقوفه مدرسه جلالیه است. در ساختمان این امامزاده سابقاً مناره‌ای نیز وجود داشته‌است، اما در بنای فعلی آن مناره وجود ندارد. در بازسازی نهایی ضریح جدیدی نیز برای آن ساخته و ضریح قدیم را به امامزاده آقاسیدمحمد برده‌اند.
از دیگر بناهای تاریخی این شهرستان، بقعه آقا سید محمد بن امام جعفر صادق در آستانه اشرفیه، بقعه آقاسیدحسن بن امام موسی‌کاظم در دهکده سیاه کوچه آستانه، بقعه آقاسیدمحمدبن امام‌رضا در کماچال آستانه، بقعه آقاپیر مزار در نیاکوی آستانه و بقعه آقاسید زکریا در روستای نبی دهکا و بانو ببی هیبت در دهسر چندین بقعة دیگر در روستاهای این شهرستان و نیز مسجد دهشال است.

## دانشگاه‌ها

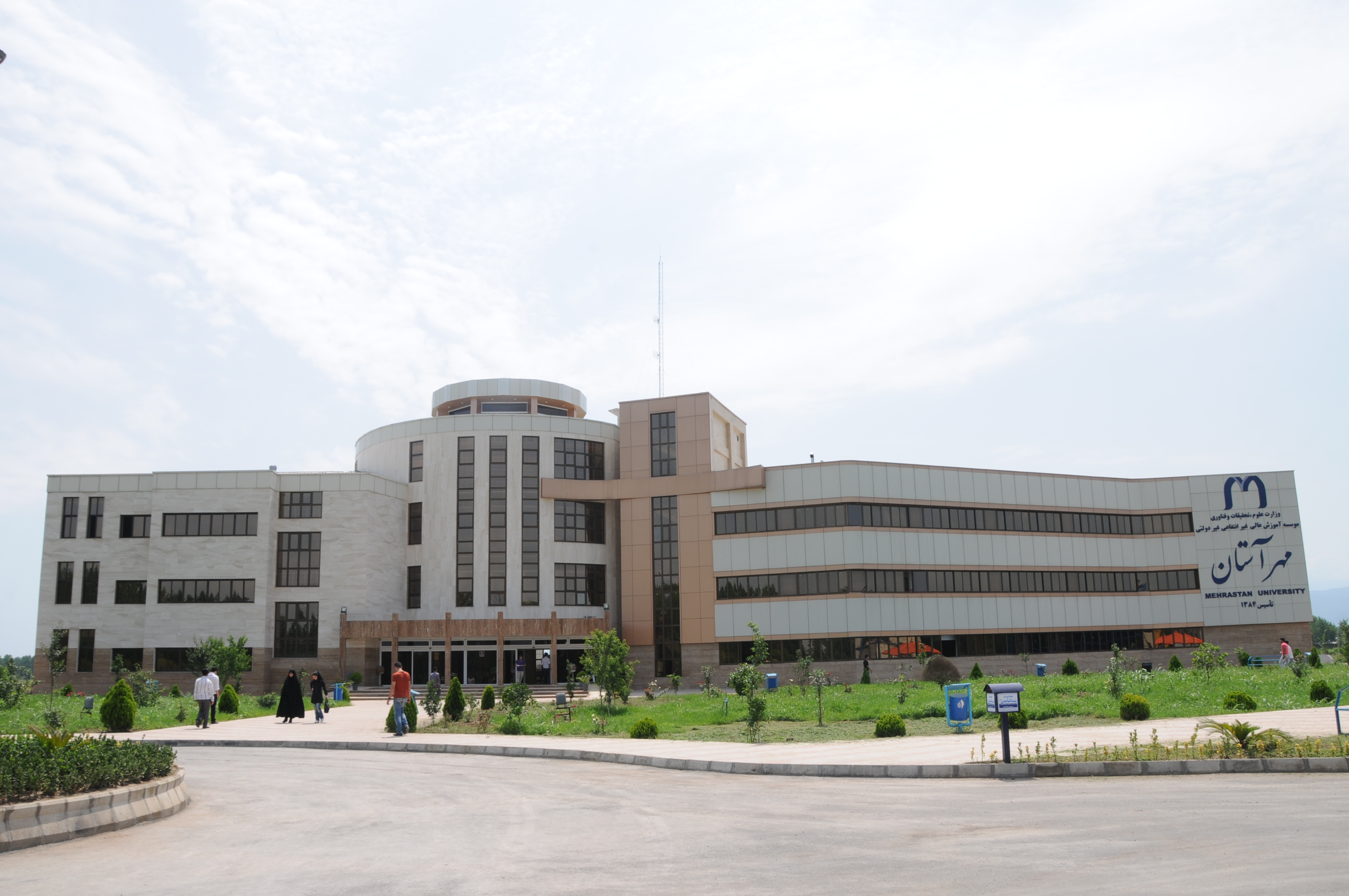
دانشگاه مهرآستان

- دانشگاه مهر آستان: دانشگاه مهر آستان داری رشته‌های مهندسی کامپیوتر شاخه نرم‌افزار و سخت‌افزار، مهندسی برق، مهندسی مخابرات ICT، حسابداری و مدیریت و همین‌طور مهندسی صنایع است که از طریق آزمون سازمان سنجش و آموزش کشور اقدام به پذیرش دانشجو می‌کند.

- آموزشکده فنی امام جعفر صادق (ع)

رشته مهندسی نرم افزار مهندسی الکترونیک 
- دانشگاه آزاد اسلامی واحد آستانه اشرفیه
- دانشگاه پیام نور آستانه اشرفیه

## تأسیسات فرهنگی و اجتماعی
آستانه اشرفیه دارای مؤسسات گوناگون فرهنگی و اجتماعی است. این شهر در مسیر راه اسفالته استان گیلان به مازندران قرار دارد و از طریق راه آسفالت با شهرهای رشت، لاهیجان، بندر کیاشهر، لنگرود و بندر انزلی مرتبط است.
در این شهرستان (به استثنای بندر کیاشهر) ۷۲ مدرسه ابتدایی، ۳۰ مدرسه راهنمایی، ۱۱ دبیرستان و هنرستان و یک آموزشگاه بهورزی وجود دارد. همچنین در بندر کیاشهر یک دانشسرای تربیت معلم، تأسیس شده‌است. در شهر آستانه، ۲ حوزه علمیه، یکی در مسجد جامع و دیگری در مسجد بازار قرار دارد که جمعاً در این ۲ مدرسه حدود ۶۰ طلبه به آموزش علوم دینی اشتغال دارند. در این شهر ۲ کتابخانه عمومی وجود دارد. کتابخانه فرهنگ و هنر در ۱۳۳۱ش بنیان نهاده شده و در حال حاضر ۲۷۰‘۵ جلد کتاب دارد.
تأسیسات دیگر این شهر، یک ورزشگاه، ۴ مسافرخانه و یک کودکستان است.

## بازار موبایل
در سطح شهرستان یک بازار موبایل ۴۰ واحدی (بازارچه جلالیه شماره یک) واقع شده که این بزرگترین مرکز تعمیرات و فروش تلفن همراه در شهرستان آستانه اشرفیه و کیاشهر به شمار می رود

## صنعت
در سطح شهرستان ۴ کارگاه صنعتی وجود دارد که مهم‌ترین آن‌ها کارخانه تولیدی پارچه سیمین بافت است که در ۴ کیلومتری آستانه اشرفیه در روستای نازک‌سرا قرار دارد. نیز یک کارخانه پلاستیک‌سازی در جاده کمربندی آستانه و یک کارخانه فرغون‌سازی در ۳ کیلومتری جاده بندر کیاشهر قرار گرفته‌است. شرکت تولیدی گیلان مرغ نیز از مؤسسات با اهمیت این شهرستان است که به زودی آماده بهره‌برداری مجدد می‌گردد. همچنین در آستانه اشرفیه تعداد زیادی کارخانه چوب‌بری و برنج‌کوبی وجود دارد. در ۱۳۶۳ش در شهر آستانه، ۸۹۱‘۵ رأس گوسفند، ۳۲۱‘۱ رأس بز و بزغاله، ۹۶۵‘۳ رأس گاو و گوساله پرورش یافته‌است.

## آداب و رسوم

### چادر واوینی (چادر واچینی)
مدتی پس از مراسم اسباب واچینی و قبل از عقد، مادر داماد همراه با عمه داماد و چند نفر همسایه و یک نفر خیاط به خانه عروس می‌روند و چادر عقد عروس را برش داده و با نخ کوک می‌زنند. این مراسم برای اعلام نزدیکی جشن عقد و اجازه به عروس که لباس‌هایش را برای مراسم عقد آماده کند.
از دیگر آداب و رسوم قابل ذکر این شهر مراسم پنجشنبه بازار است که روزهای پنجشنبه هر هفته گروهی از روستاییان اطراف را به آن‌جا می‌کشاند. اما هنگامی که رابینو از این شهر بازدیده کرده‌است. در این روزها که روز مبادله کالا بین شهر و روستا بود، روستاییان برای تهیه لوازم زندگی به شهر آمد و شد داشتند.